# Lapradelle-Puilaurens
Lapradelle-Puilaurens település Franciaországban, Aude megyében. Lakosainak száma 272 fő (2022. január 1.). Lapradelle-Puilaurens Axat, Belvianes-et-Cavirac, Gincla, Saint-Julia-de-Bec, Saint-Louis-et-Parahou, Saint-Martin-Lys, Salvezines, Caudiès-de-Fenouillèdes és Fenouillet községekkel határos.

## Népesség
A település népessége az elmúlt években az alábbi módon változott:
| Lakosok száma | 378  | 222  | 219  | 252  | 264  | 266  | 271  | 265  | 263  | 272  |
|               | 1968 | 1982 | 1990 | 2006 | 2013 | 2015 | 2017 | 2019 | 2020 | 2022 |